# HD 123569
HD 123569 é uma estrela na constelação de Centaurus. Com uma magnitude aparente visual de 4,74, pode ser vista a olho nu em locais com pouca poluição luminosa. De acordo com as medições de paralaxe da sonda Gaia, está localizada a uma distância de 176 anos-luz (54 parsecs) da Terra.
HD 123569 é uma gigante de classe G do com um tipo espectral de G8III, na fase do red clump, indicando que é uma estrela evoluída que produz energia pela queima de hélio no seu núcleo. Está irradiando de sua fotosfera 32 vezes a luminosidade solar a uma temperatura efetiva de 5 090 K, dando à estrela a coloração amarelada típica de estrelas de classe G. Sua metalicidade, a abundância de elementos mais pesados que o hélio, é um pouco superior à solar, com uma proporção de ferro 17% superior à solar. Não possui estrelas companheiras conhecidas.